# باشگاه والیبال پاس تهران

تصویر پاس تهران نایب قهرمان جام قهرمانی باشگاه‌های تهران. شماره ٥ فروغ انصاري-تصویر از کیهان ورزشی شماره ١٠٨٤.

باشگاه والیبال پاس تهران یکی از ریشه‌دار ترین باشگاه‌های والیبال ایرانی است. تیم زنان این تیم پیش از انقلاب ۱۳۵۷ به عناوین متعددی در سطح کشور دست یافت. از جمله آن‌ها می‌توان به نایب قهرمانی جام قهرمانی باشگاه‌های تهران در سال ۱۳۵۳ اشاره کرد. تیم مردان این باشگاه که بعد از انقلاب در سال ۱۳۷۹ در تهران تأسیس شد و بعد از دو سال حضور در لیگ برتر والیبال ایران منحل شد.

## تاریخچه

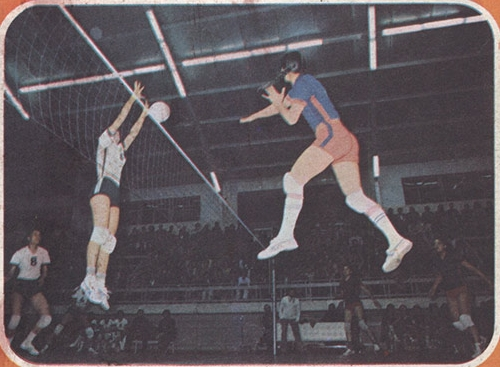
صحنه ای از بازی پاس برابر تاج. آخرین بازی از جام قهرمانی باشگاه‌های تهران ۱۳۵۳. پاس (سفيد پوش) با پیروزی برابر تاج (آبي پوش) به مقام نایب قهرمانی مسابقات رسید.. از کیهان ورزشی - شماره ١٠٨۴.

باشگاه فرهنگی و ورزشی پاس در سال ۱۳۸۰ وارد لیگ برتر والیبال ایران شد و در دو سال حضور در سوپر لیگ دو مقام سومی را به دست آورد.
پاس در سال ۱۳۸۶ برای حضور دوباره در لیگ برتر ثبت نام کرد اما در لیگ برتر حضور نیافت.

## دست‌آوردها

تیم والیبال زنان پاس تهران پیش از انقلاب ۱۳۵۷ - از راست به چپ: مهناز نراقی، ثریا یگانه، فاطمه سپنجی، فروزان عبدی، پریوش وکیلی، و گیتی یگانه اعضای تیم پاس.

زنان:
جام قهرمانی باشگاه‌های تهران
- نایب قهرمان:۱۳۵۳ [۱][۲]

لیگ برتر والیبال زنان ایران
- نایب قهرمان:۱۳۸۰ [۳]

مردان:
لیگ برتر والیبال ایران
- سومی: ۱۳۸۰ و ۱۳۸۱

## سازنده البسه
| لیگ       | سازنده البسه | اسپانسر پیراهن |
| --------- | ------------ | -------------- |
| ۱۳۸۰-۱۳۸۲ | NLI          | PAS TEHRAN     |